# Cribragapanthia
Cribragapanthia is een kevergeslacht uit de familie van de boktorren (Cerambycidae). De wetenschappelijke naam van het geslacht werd voor het eerst geldig gepubliceerd in 1903 door Pic.

## Soorten
Cribragapanthia is monotypisch en omvat slechts de volgende soort:
- Cribragapanthia scutellata Pic, 1903